# Źródło (czasopismo)
Źródło. Tygodnik Rodzin Katolickich – czasopismo wydawane w Krakowie od 5 stycznia 1992 do 22 marca 2020 roku. Wydawcą była Fundacja Źródło z Krakowa.
Treścią artykułów była szeroko pojęta problematyka „chrześcijańskiego i patriotycznego wychowania w rodzinie”. Artykuły przeznaczone były zarówno dla rodziców oraz dzieci. Na łamach tygodnika podejmowane były tematy polityczno-społeczne oraz związane z życiem Kościoła katolickiego w Polsce.
Tygodnik miał pełną aprobatę władz kościelnych. W skład redakcji wchodziło dwóch księży asystentów: ks. Jan Olszewski i ks. Roman Sławeński.
Jako ostatni ukazał się numer 12(1473)/2020.

## Skład redakcji
- Adam Kisiel – redaktor naczelny
- Antoni Franaszek
- Janusz Kawecki
- Teresa Król
- Wanda Półtawska
- Jadwiga Wronicz
- Antoni Zięba